# Melothria
Melothria là một chi thực vật có hoa trong họ Cucurbitaceae.

## Hình ảnh

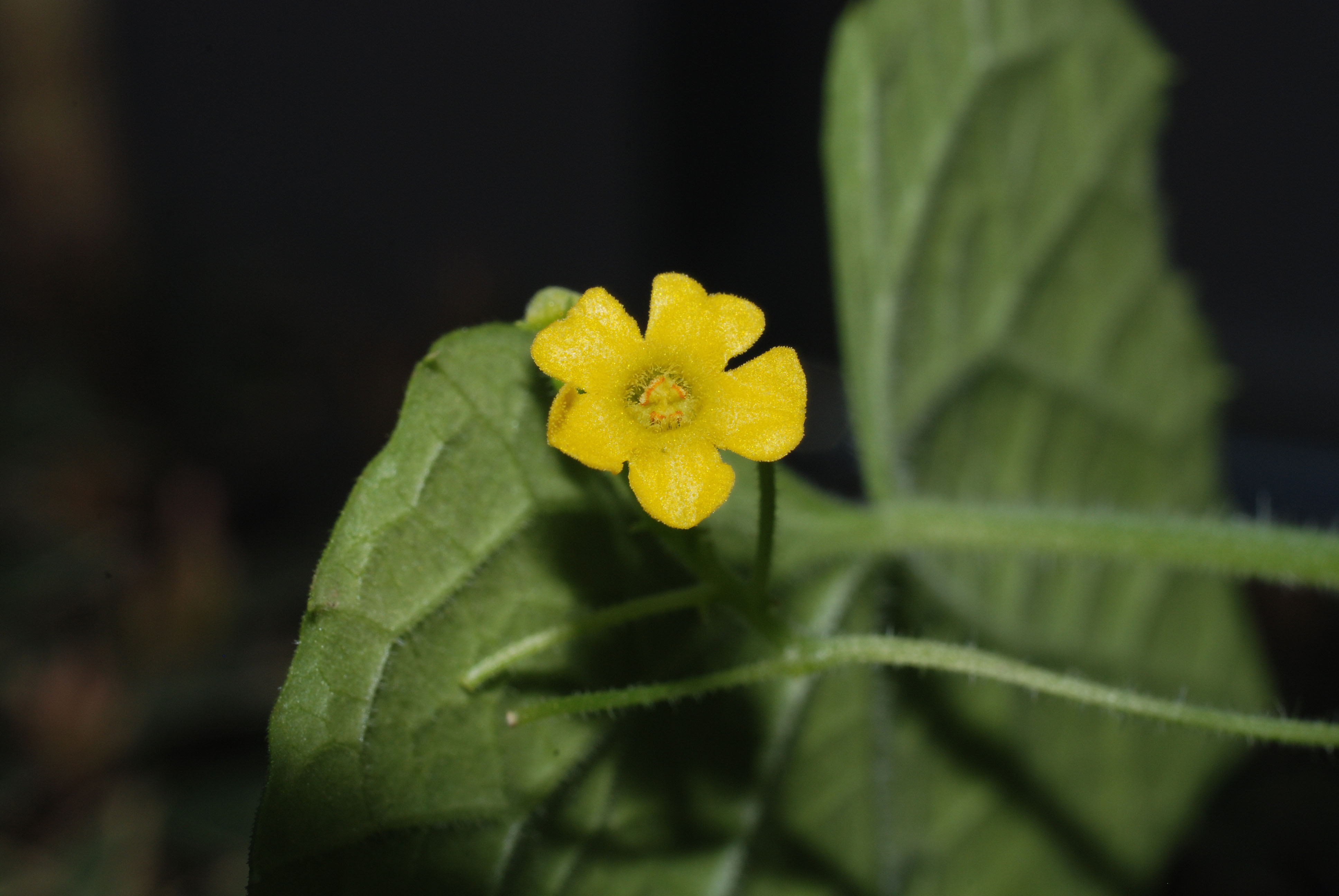
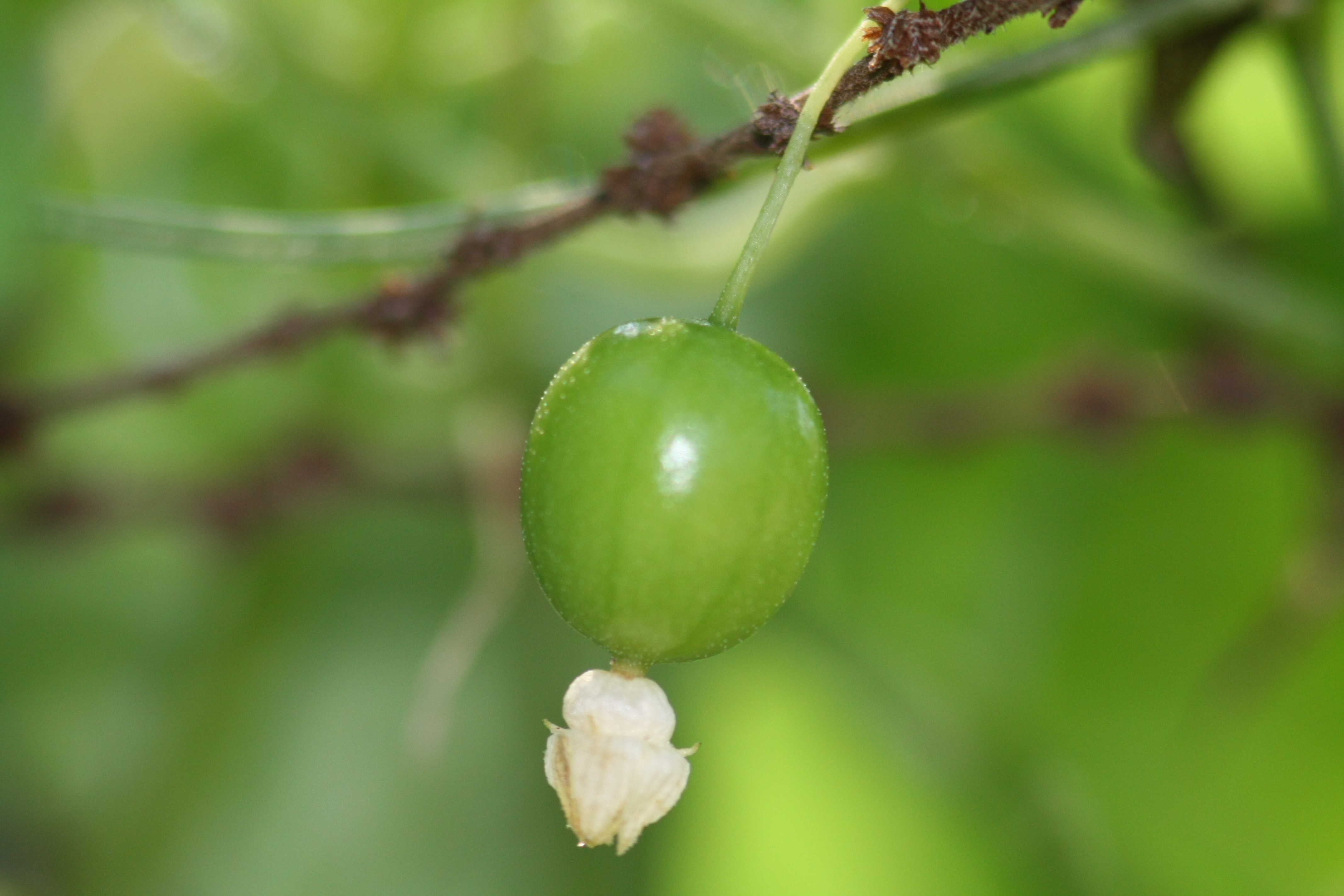

## Loài
Chi Melothria gồm các loài: